# Helen Estabrook
Helen Estabrook ist eine amerikanische Filmproduzentin.

## Leben
Estabrook wuchs zusammen mit zwei älteren Brüdern und zwei älteren Schwestern in Champaign, Illinois auf. Bis 1999 besuchte sie fünf Jahre lang die University Laboratory High School in Urbana. Mit 16 Jahren begann sie ein Studium der Soziologie am Harvard College der Harvard University, das sie 2003 mit dem Bachelor abschloss. 2014 wurde sie Mitglied der Organisation Harvardwood.
Estabrook arbeitete zunächst als Produktionsassistentin in New York City und zog dann nach Los Angeles, wo sie die Assistentin von Jason Reitman wurde. Von 2009 bis 2016 leitete sie die Abteilung Produktion und Entwicklung in dessen Unternehmen Right of Way Films. Dort war sie als Executive Producer an den Filmen Jeff, der noch zu Hause lebt (2011) und Young Adult (2011) sowie als Produzentin an Reitmans vier folgenden Filmen, darunter Tully (2018), beteiligt. Sie gehörte auch zu den Produzenten des erfolgreich beim Sundance Film Festival 2013 laufenden Kurzfilms Whiplash und des darauf beruhenden Musikfilmdramas Whiplash, für dessen Produktion sie bei der Oscarverleihung 2015 zusammen mit Jason Blum und David Lancaster für den Oscar in der Kategorie Bester Film nominiert war.
Später führte Estabrook ein eigenes Produktionsunternehmen, A Thousand Ships. Sie begann auch als Produzentin für das Fernsehen zu arbeiten, beginnend mit der Serie Casual (2015 bis 2018). 2021 wurde sie als Abteilungsleiterin im Bereich Film- und Fernsehproduktion bei Condé Nast Entertainment eingestellt.

## Filmografie (Auswahl)
- 2013: Labor Day
- 2013: Whiplash (Kurzfilm)
- 2014: #Zeitgeist (Men, Women & Children)
- 2014: Whiplash
- 2018: Tully
- 2018: Der Spitzenkandidat (The Front Runner)
- 2024: The Gutter